# Accionariado popular
Una organización de accionariado popular es una forma de administrar una organización en la que el poder de ella recae en manos de los clientes, aficionados (en el caso de equipos deportivos)...

## Origen
El accionariado popular nace en 2005 de la mano de unos aficionados del Manchester United, que no aceptaron que unos empresarios americanos se hicieran con la propiedad de su equipo y decidieron fundar el suyo propio, al que llamaron F.C. United of Manchester. Posteriormente, algunos equipos de otros países siguieron la idea y adaptaron esta forma de administración a sus respectivos clubes.

## Principios básicos del accionariado popular
- La Junta Directiva será elegida democráticamente por sus miembros.
- Sólo se puede comprar una acción por persona, y esa acción da derecho a un voto. Por lo tanto, las decisiones adoptadas por los miembros se decidirán sobre la base de un voto por cabeza.
- El club desarrolla fuertes vínculos con la comunidad local y se esfuerza para ser accesible a todos, sin discriminar a ninguno.
- El club se esfuerza porque los precios de entrada sean lo más accesible posible, dando facilidad a todo el mundo.
- La Junta se esforzará, siempre que sea posible, para evitar la comercialización directa.
- El club es una organización sin fines de lucro.
- El club acepta el patrocinio, pero no permite logotipos de los patrocinadores que aparecen en las camisetas del equipo.

## Listado de organizaciones de accionariado popular

### Periódicos
- Gara

### Equipos deportivos

#### Fútbol

##### España
| - Atlético Club de Socios (2007-presente) - S.D. Logroñés (2009-presente) - C.A.P. Ciudad de Murcia (2010-presente) - U.C. Ceares (2011-presente) - F.C. Tarraco (2012-presente) - U.D. Aspense (2016- presente) - Rotodos F.C. (2017- presente) | - Unionistas de Salamanca C.F. (2013-presente) - Xerez Deportivo F.C. (2013-presente) - U.D. Ourense (2014-presente) - Avilés Stadium C.F. (2015-presente) - C.F.P. Orihuela Deportiva (2016-presente) - Club Polideportivo Almería (2012- actualidad) |

##### Inglaterra
- Wimbledon (2002-presente)
- F.C United of Manchester (2005-presente)
- AFC Liverpool (2008-presente)

##### Italia
- Unione Venezia (2009-presente)

##### Austria
- Austria Salzburg (2004-presente)

- Datos: Q106582602